# Художествена музика
Художествената музика (понякога наричана арт музика или сериозна музика) е музика, смятана за част от високата култура обикновено функционираща в усложнен структурен и теоретичен контекст или свързана с писмена музикална традиция. Художествената музика се разграничава от ежедневната, включваща популярната и фолклорната музика.